# Angeles (nom)
Pour les articles homonymes, voir Angeles (homonymie).

## Patronyme
- Arturo Angeles (né en 1953), arbitre américain de soccer
- Darwin Angeles (en) (né en 1968), boxeur hondurien
- Felipe Ángeles (1868-1919), militaire mexicain
- Hero Angeles (en) (né en 1984), acteur philippin
- Jacobo Angeles (en) (né en 1973), artisan mexicain
- Juanita Ángeles (en) (née en 1990), actrice philippine
- Juan de los Ángeles (c. 1540-1609), franciscain déchaussé espagnol
- Marwin Angeles (en) (né en 1991), joueur italo-philippin de football
- Paulo Angeles (en) (né en 1997), acteur et chanteur philippin
- Regine Angeles (en) (née en 1985), mannequin et actrice philippine
- Rosalín Ángeles (en) (née en 1985), joueuse dominicaine de volley-ball
- Tomás Ángeles Dauahare (né en 1942), militaire mexicain
- Victoria de los Ángeles (1923-2005), soprano espagnole

## Prénom
Ángeles (ou Angeles) est un prénom féminin d'origine espagnole.

### Angeles
- Pour l'ensemble des articles sur les personnes portant ce prénom, consulter :
  - la liste des articles dont le titre commence par ce prénom
  - les listes produites par Wikidata : Liste des personnes de prénom « Angeles » — même liste en incluant les éventuels prénoms composés qui contiennent « Angeles ».

### Ángeles
- Pour l'ensemble des articles sur les personnes portant ce prénom, consulter :
  - la liste des articles dont le titre commence par ce prénom
  - les listes produites par Wikidata : Liste des personnes de prénom « Angeles » — même liste en incluant les éventuels prénoms composés qui contiennent « Angeles ».